# Новоямполь
Новоямполь — упразднённое село в Зейском районе Амурской области России. Исключено из учётных данных в 1980 году.

## География
Село располагалось на правом берегу реки Зея, напротив, ныне исчезнувшего села Нововысокое, на расстоянии примерно 9 километров (по прямой) к юго-востоку от поселка Поляковский.

## История
Село возникло в 1908 году. По данным на 1916 год деревня Ново-Ямполь состояла из 30 дворов (население составляло 90 человек) и входила в состав Овсяновской волости 1-го стана Амурского уезда Амурской области.
По данным 1926 года в Ново-Ямполе имелось 34 хозяйства (29 крестьянского типа и 5 прочих) и проживало 148 человек (77 мужчин и 71 женщина). В национальном составе населения преобладали украинцы. В административном отношении являлось центром Ново-Ямпольского сельсовета Зейского района Зейского округа Дальневосточного края.
Решением Амурского исполкома от 15 августа 1980 года № 373, село Новоямполь исключено из учётных данных как несуществующее.